# Старцино
Старцино (баш. Старцин) — село в Бирском районе Башкортостана, относится к Калинниковскому сельсовету.

## Население
| 2002 | 2009 | 2010 |
| ---- | ---- | ---- |
| 255  | ↗279 | ↘263 |

## Географическое положение
Расположено на берегу озера Старица (старица реки Белой) примерно в 25 км к юго-востоку от Бирска и в 50-55 км к северо-северо-западу от Уфы. На севере примыкает к селу Калинники.
Вблизи села проходит автодорога Уфа — Янаул.
Расстояние до:
- районного центра (Бирск): 26 км,
- центра сельсовета (Калинники): 1 км,
- ближайшей ж/д станции (Уфа): 71 км.

## Известные уроженцы
- Старцев, Александр Петрович (21 октября 1922 года — 2009 год) — наводчик орудия 122-го гвардейского артиллерийского полка (51-я гвардейская стрелковая дивизия, 6-я гвардейская армия, Воронежский фронт), младший сержант, Герой Советского Союза.